# Elena Văcărescu
Elena Văcărescu, també anomenada Hélène Vacaresco (Bucarest, 21 de setembre de 1864 - París, 17 de febrer de 1947) va ser una escriptora romanesa-francesa, veritable propagadora de la cultura romanesa al món. Com a diplomàtica va ser la primera i única dona ambaixadora a la Societat de Nacions i promotora de la pau, els drets humans i la cooperació entre nacions. Com a dona de lletres fou llorejada per l'Acadèmia Francesa i també va ser la primera dona a esdevenir membre honorària de l'Acadèmia Romanesa.

## Biografia
Per part de pare, Ioan Văcărescu, era descendent d'una llarga línia de boiars de Valàquia (la família Văcărescu), incloent-hi Ienăchiţă Văcărescu, el poeta que havia escrit la primera gramàtica en romanès. També era neboda del poeta romanès Iancu Văcărescu. Per part de mare, Eufrosina Fălcoianu, descendia de la família Fălcoianu, un grup prominent de l'època del príncep Miquel el Valent.
Va passar la major part de la joventut a la finca de la família, prop de Târgovişet, on els pares, que eren diplomàtics, participaven de reunions on concorrien els personatges més interessants de la cultura romanesa del moment, que ella pogué conèixer. Elena es va familiaritzar alehores amb la literatura anglesa, que conegué a través de la seva institutriu. Tot seguit va estudiar literatura francesa a París, on va conèixer Victor Hugo. Va estudiar a La Sorbona filosofia, estètica i història, i també poesia, amb professors com Sully Prudhomme, Leconte de Lisle o Jose Maria de Heredia.
Una altra influència en els començaments de la seva vida va ser la Guerra russo-turca, en la qual també participà Romania; el país va declarar la independència de l'Imperi otomà i es va annexionar a l'Imperi rus. La guerra esdevindria, així, una de les obsessions poètiques i intel·lectuals de l'obra de Văcărescu.
El 1886 publicava a París el seu primer llibre de poesia, Chants d'Aurore, que tingué una bona acollida. El 1888 tornava a Bucarest per assistir al casament d'Elisabet de Wied, reina de Romania, esposa del rei Carles I, que tenia també interessos literaris i escrivia amb el pseudònim de Carmen Sylva. Hi va establir veritable amistat i seria també rellevant en la seva vida.
En aquesta època publicà una col·lecció de cançons populars romaneses, traduïdes a diverses llengües: alemany, anglès, francès i italià. Al llarg del temps en què estigué a la cort, Elena Văcărescu i el príncep Ferran, nebot del rei Carles I i escollit per a succeir-lo, es van enamorar i es van comprometre. Però, d'acord amb la Constitució de Romania de 1866, a l'hereu al tron no se li permetia casar-se amb una romanesa i l'oposició al compromís fou gran. El resultat d'aquesta crisi va ser que la reina (que havia encoratjat la relació) fou exiliada a Neuwied (Alemanya) durant dos anys; Elena, a París de per vida; mentre que Ferran es casà amb María d'Edimburg.
Després de viure breument a Venècia i Roma, Elena Văcărescu es va instal·lar a París, on mantingué un saló literari al qual assistien figures literàries com Marcel Proust, Miguel de Unamuno, Aristide Briand, Sarah Bernhardt o Paul Valéry.

## Activitat diplomàtica
Va desenvolupar també una constant tasca diplomàtica i en favor de la pau: va ser escollida secretària general de l'Associació Romanesa a la Societat de Nacions, on fou la primera dona ambaixadora, els anys 1925-1926. Va ser delegada a dues conferències de pau a París: la primera el 1919 i després, al 1946, fou també membre de la delegació romanesa a la Conferència de Pau que conclouria en el Tractat de París el 1947, al final de la Segona Guerra Mundial. El 1922 va ser escollida membre de ple dret de la Comissió de Cooperació Intel·lectual, patrocinada per la Societat de Nacions, i el 1924 va ser cofundadora del que seria el precedent de la UNESCO, l'Institut Internacional de Cooperació Intel·lectual, per promoure la cooperació intel·lectual, els drets humans, el desarmament, la seguretat col·lectiva i l'acord pacífic entre les nacions.
Està enterrada a la cripta familiar dels Văcărescu, en el cementiri de Bellu, a Bucarest.

## Premis i reconeixement
El 1925 va ser rebuda com a membre de l'Acadèmia Romanesa. Potseriorment va rebre l'orde de la Legió d'Honor del president de la República Francesa. Traduí al francès les obres dels grans autors romanesos, com Mihai Eminescu, Lucian Blaga, Octavian Goga, Ion Minulescu, George Topîrceanu, Ió Minulescu i Ió Vinea, que van ser, així, coneguts més enllà de Romania. Va esdevenir membre del Comitè Internacional per a la Difusió de les Arts a través de la Cinematografia l'any 1930, va rebre l'Orde de la Corona de Romania el 1933, i el 1934 va ser una de les fundadores de la Casa Romanesa a París.
Văcărescu és el nom d'un cràter d'impacte de 31,5 km de diàmetre en el planeta Venus. Porta el seu nom, segons que va ser aprovat per la Unió Astronòmica Internacional el 1994.

## Llibres publicats

### Poesia
- Chants d'Aurore, 1886
- L'âme sereine, 1896
- Lueurs et Flammes, 1903
- Le Jardin passioné, 1908
- La Dormeuse éveillée, 1914

### Temes interpretats del folklore
- Le Rhapsode de la Dâmboviţa, 1889
- Nuits d'Orient, 1907
- Dans l'or du soir, 1927

### Novel·les
- Amor vincit, 1908
- Le Sortilège,1911

### Memòries
- Memorial sur le mode mineur, 1945
- Le Roman de ma vie

### Teatre
- Stana, 1904
- Pe urma dragostei